# Yvette Dardenne
Pour les articles homonymes, voir Dardenne.
Yvette Dardenne, née en 1938 et morte le 27 juin 2025 à Waremme, est une collectionneuse belge de boîtes en fer-blanc. Elle a rassemblé une collection de quelque 60 000 boîtes dans un musée privé, le musée de la Boîte en fer-blanc lithographiée (nl), à Grand-Hallet près de Hannut.

## Histoire de la collection

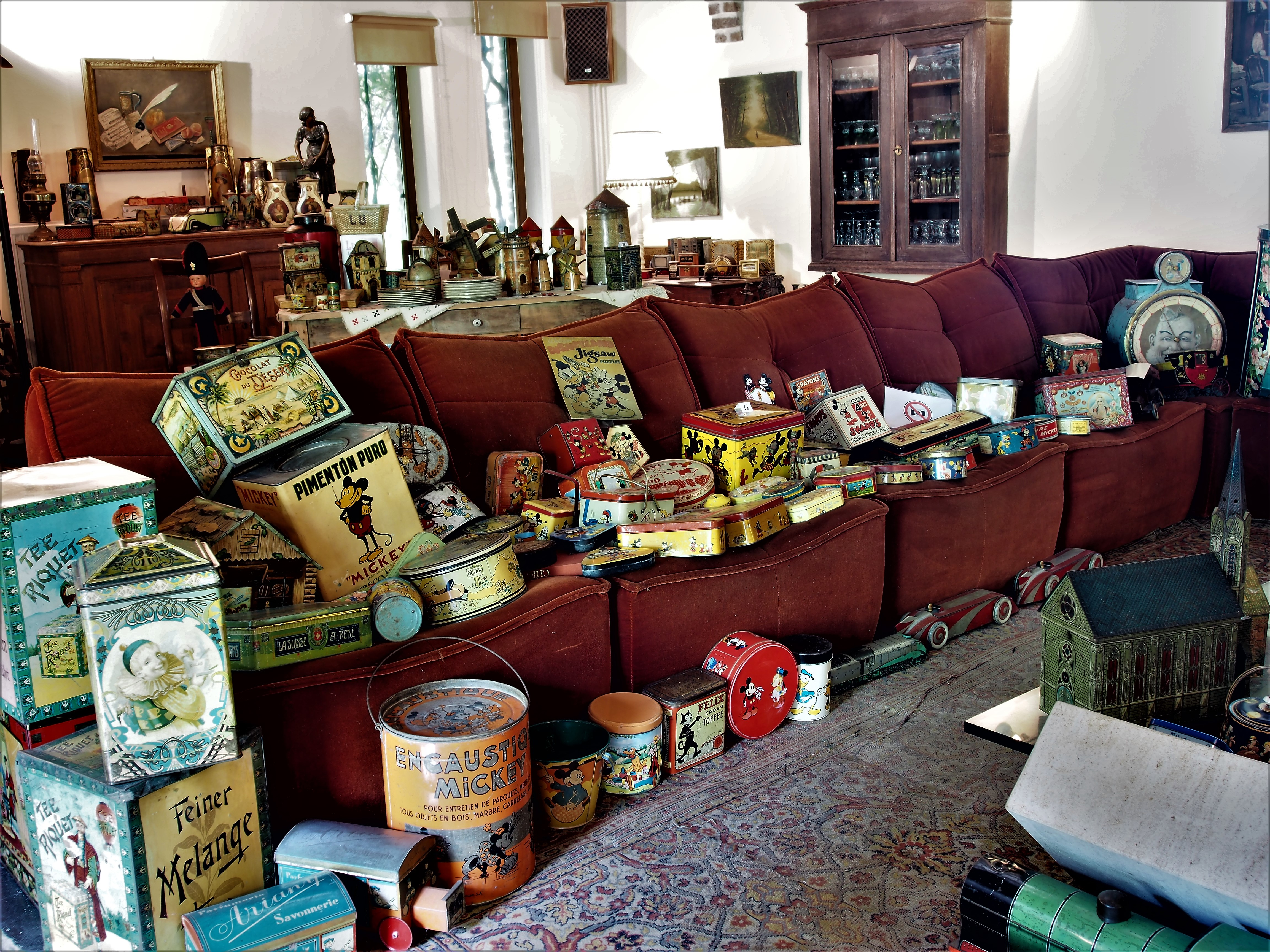
Une partie de la collection de boîtes en fer-blanc d'Yvette Dardenne est exposée dans son salon.

Ancienne gestionnaire immobilière, Yvette Dardenne a commencé à collectionner les boîtes en fer-blanc
 lorsqu'après avoir reçu une boîte Côte d'Or des années 1950 d'une de ses tantes, elle a racheté une petite collection de 166 boîtes d'un ancien collectionneur,. En 1988, elle acquiert l'annexe du moulin à eau de Grand-Hallet pour y installer sa collection qui compte 6 500 boîtes ; en 1992, elle entre au Guinness Book avec une collection de 16 542 pièces et en 1997, elle détient le record du monde avec quelque 30 000 boîtes.
Sa collection qui continue à s'accroître totalise 47 000 boîtes en 2005. En 2016, ce sont près de 58 800 boîtes qui envahissent deux maisons et deux granges, en plus du moulin qui date du XIIIe siècle et en 2019, le total atteint quelque 60 000 boîtes.
Le musée de la Boîte en fer-blanc lithographiée, musée privé accessible sur demande, attire quatre à cinq mille visiteurs du monde entier chaque année. Dès la fin des années 2010, bientôt octogénaire, Yvette Dardenne s'inquiète de l'avenir de sa collection qu'elle souhaite pouvoir laisser en l'état dans sa propriété. Le site et la collection étant privés, il n'est pas possible aux Pouvoirs publics de financer le musée, une des pistes envisagées est de créer une asbl, voire une fondation, sur le modèle de la Fondation Folon. La commune de Hannut qui souhaite également préserver ce patrimoine continue à chercher une solution en 2021. À la suite de son décès, en 2025, la commune se dit prête à à rouvrir les discussions avec la famille.

## Œuvres
- Yvette Dardenne, François Bertin et Pierre Tchernia (préface), Au bonheur des boîtes, Rennes, Ouest-France, 2004, 144 p. - Cet ouvrage, réédité en 2011, est préfacé par Pierre Tchernia qui était lui-même collectionneur de boîtes de sardines.
- Yvette Dardenne et François Bertin, Top of the boîtes : la collection Yvette Dardenne, Éditions Grand'Maison, 2013, 191 p.
- Yvette Dardenne et François Bertin, 1001 Boîtes, Rennes, Ouest-France, 2019, 336 p.

## Expositions
Yvette Dardenne, propriétaire d'une collection unique au monde, est régulièrement sollicitée pour des expositions ou pour participer à des journées d'études ou débats,.
Plusieurs centaines de boîtes de sa collection ont été à la base d'expositions :
- en 2009, Noël d’Antan, Noël de Fer Blanc, Galerie du beffroi, Namur[4] ;
- en 2010, Blik op Kerst - Kerst op blik, musée de Baarle-Hertog[15] ;
- en 2013, Chocolat Show, Maison du Folklore et des Traditions, Bruxelles[16] ;
- en 2016, Ceci n’est pas qu’une boîte, Centre culturel régional de Dinant[17].

Des boîtes de sa collection ont aussi figuré dans l'exposition Golden Sixties  : J'avais 20 ans en 1960 organisée à la Gare des Guillemins à Liège en 2012-2013.